# Монти-Формозу
Монти-Формозу (порт. Monte Formoso) — муниципалитет в Бразилии, входит в штат Минас-Жерайс. Составная часть мезорегиона Жекитиньонья. Входит в экономико-статистический микрорегион Алменара. Население составляет 4769 человек на 2006 год. Занимает площадь 383,821 км². Плотность населения — 12,4 чел./км².

## Статистика
- Валовой внутренний продукт на 2003 год составляет 8 658 839,00 реалов (данные: Бразильский институт географии и статистики).
- Валовой внутренний продукт на душу населения на 2003 год составляет 1880,31 реалов (данные: Бразильский институт географии и статистики).
- Индекс развития человеческого потенциала на 2000 год составляет 0,570 (данные: Программа развития ООН).